# Gunnar Marklund
Georg Gunnar Marklund, född 5 juni 1892 i Helsingfors, död där 23 juli 1964, var en finländsk botaniker.
Marklund blev filosofie doktor 1937. Han undervisade 1936–1942 i naturalhistoria och geografi vid Svenska samskolan i Tavastehus och 1920–1941 vid Svenska flicklyceet i Helsingfors; han var 1941–1959 kustos vid Helsingfors universitets botaniska museum. Han undersökte bland annat maskrosfloran i Estland och Nyland och majranunklerna i östra Fennoskandien.
Auktorsnamnet Markl. kan användas för Marklund i samband med ett vetenskapligt namn inom botaniken.